# Belastbarkeit (Psychologie)
Unter Belastbarkeit werden in der Psychologie allgemein sowohl die physischen als auch die psychischen Ressourcen bezeichnet, die eine Person mobilisieren kann, um auf objektiv einwirkende Stressoren zu reagieren.

## Allgemeines
Die Fähigkeit zur Nutzung dieser Ressourcen wird als Resilienz bezeichnet.
Die psychologische Belastbarkeit beschreibt die Eigenschaft einer Person, wohingegen die Belastung den Stressor beschreibt. Der Begriff Belastbarkeit bezieht sich darauf, inwieweit sich eine Person subjektiv als psychophysisch widerstandsfähig und robust beschreibt, was nicht zwingend im Zusammenhang mit der objektiven Belastbarkeit stehen muss. Belastbarkeit bezeichnet somit weitestgehend die Bereitschaft, sich außergewöhnlichen psychophysischen Beanspruchungen auszusetzen und diese nicht zu vermeiden. Ob eine Situation subjektiv als belastend empfunden wird, hängt stark von der kognitiven Bewertung dieser Situation durch das betroffene Individuum ab (siehe Stressmodell von Lazarus). Lazarus postuliert ebenfalls, dass sich aus diesem Sachverhalt individuelle Unterschiede in der Anfälligkeit für bestimmte Stressoren ergeben.